# Lista de episódios de Os Trapalhões (2017)
Abaixo está a lista de episódios do seriado humorístico brasileiro Os Trapalhões (2017), que é originalmente exibido pelo canal pago Canal Viva e que será exibido pela Rede Globo em setembro de 2017.

## Temporadas
| Temporada              | Temporada | Episódios | Exibição Original      | Exibição Final      | Exibida    |
| ---------------------- | --------- | --------- | ---------------------- | ------------------- | ---------- |
|                        | 1         | 9         | 17 de julho de 2017    | 28 de julho de 2017 | Canal Viva |
| 17 de setembro de 2017 | 1         | 9         | 19 de novembro de 2017 | Rede Globo          |            |

## Episódios

### Primeira Temporada (2017)
| # | #  | Título        | Exibição original   |
| --- | -- | ------------- | ------------------- |
| 1 | 1  | "Episódio 1"  | 17 de julho de 2017 |
| Participação especial: Letícia Lima como Mulher Silicone, Rodrigo Rangel como Piolho, Glicério do Rosário como Amigo do Piolho, Kizi Vaz como Esposa do Mussa e Mário Hermeto como Cliente da Farmácia |    |               |                     |
| 2 | 2  | "Episódio 2"  | 18 de julho de 2017 |
| Participação especial: Osmar Prado como Dr. Patrão; Alexandra Richter como Dona Patroa; Álvaro Assad como Chefe do Didi |    |               |                     |
| 3 | 3  | "Episódio 3"  | 19 de julho de 2017 |
| Participação especial: Paula Burlamaquy como Branca de Neve; Aline Riscado como Bruxa Gata; Ernani Moraes como Sargento Pincel; Herson Capri como Comandante; Tato Gabus Mendes como Empresário; Carmo Dalla Vecchia como Bandido arruaceiro no saloon; Ana Maria Braga como Ela mesma; Clarissa Pinheiro como Marceneira |    |               |                     |
| 4 | 4  | "Episódio 4"  | 20 de julho de 2017 |
| Participação especial: Alessandra Maestrini como Fã; Murilo Rosa como Cliente da Loja; Fernanda Nobre como Cliente da Loja; Suzana Pires como Anfitriã da Festa; Arlete Salles como Super-Mamãe (mãe do Super Super); Marcelo Pierroti como Sargento Zeca                                                                 |    |               |                     |
| 5 | 5  | "Episódio 5"  | 21 de julho de 2017 |
| Participação especial: Lara Lazzaretti como Paquera de Didi na balada; Sérgio Stern como Pai da noiva do Mussa; Átila Amaral como Homem na calçada |    |               |                     |
| 6 | 6  | "Episódio 6"  | 24 de julho de 2017 |
| Participação especial: Mariana Rios como Babi; Malvino Salvador como SuperEgo do Didico/Ele Mesmo; Oscar Magrini como Empresário do Luan Santana; Luan Santana como Ele mesmo; Minotauro como Judoka |    |               |                     |
| 7 | 7  | "Episódio 7"  | 25 de julho de 2017 |
| Participação especial: Laila Zaid como Esposa de Paulo Roberto; Monique Alfradique como Mulher no Praia Delivery; Daniel Rocha como Homem no Praia Delivery; Hebe Cabral como Vó da Valdete; Bruno Montaleone ; Daniel Dellias; Elaine Albano; Lais Said como Moça no Carro                                               |    |               |                     |
| 8 | 8  | "Episódio 8"  | 26 de julho de 2017 |
| Participação especial: Alice Wegmann como Ritoca; Lavínia Vlasak como Madame no Restaurante; Marcos Pasquim como Freguês no Restaurante; Paulo Betti como Rei |    |               |                     |
| 9 | 9  | "Episódio 9"  | 27 de julho de 2017 |
| Participação especial: Letícia Lima como Mulher Silicone; Milton Gonçalves como narrador do quadro de Aparício |    |               |                     |
| 10 | 10 | "Episódio 10" | 28 de julho de 2017 |
| Participação especial: Letícia Lima como Mulher Silicone; Klebber Toledo como Zaca Galã; |    |               |                     |